# ميلوس كيركيز
ميلوس كيركيز (مواليد 7 نوفمبر 2003) هو لاعب كرة قدم مجري يلعب في مركز الظهير الأيسر مع نادي ليفربول الإنجليزي.

## وصلات خارجية
- ميلوس كيركيز على موقع الاتحاد الأوربي (الإنجليزية)
- ميلوس كيركيز على موقع اتحاد المجر (الهنغارية)
- ميلوس كيركيز على موقع قاعدة بيانات كرة القدم.إي يو (الإنجليزية)
- ميلوس كيركيز على موقع ليكيب (الفرنسية)
- ميلوس كيركيز على موقع ناشيونال فوتبول تيمز (الإنجليزية)
- ميلوس كيركيز على موقع Soccerbase.com (لاعب) (الإنجليزية)
- ميلوس كيركيز على موقع Soccerway.com (الإنجليزية)
- ميلوس كيركيز على موقع عالم كرة القدم.نت (الإنجليزية)